# 双児宮
双児宮（そうじきゅう）は、黄道十二宮の3番目である。ふたご座。
獣帯の黄経60度から90度までの領域で、だいたい5月21日（小満）から6月21日（夏至）の間まで太陽が留まる（厳密には、太陽通過時期はその年ごとに異なる）。
四大元素の空気に関係していて、天秤宮・宝瓶宮と一緒に空気のサインに分類される。対極のサインは人馬宮である。

## 双児宮のデータ
- アストロロジカルシンボル -
- ゾディアックシンボル - 双子
- 標準的な期間 - 5月21日-6月21日
- 2区分 - 男性
- 3区分 - 変通
- 4区分 - 風
- 居住の座 - 水星
- 高揚の座 - なし。ただし、ドラゴンヘッド（昇交点）とする場合もある。
- 障害の座 - 木星
- 転落の座 - なし。ただし、ドラゴンテール（降交点）とする場合もある。

## 符号位置
| 記号 | Unicode | JIS X 0213 | 文字参照         | 名称   |
| ---- | ------- | ---------- | ---------------- | ------ |
| ♊   | U+264A  |            | &#x264A; &#9802; | GEMINI |